# Kamakã
Le kamakã (ou kamakan) est une langue de la famille des langues macro-jê parlée au Brésil. La langue est éteinte.

## Classification
Le kamakã est un des sous-groupe de l'ensemble macro-jê. La langue était parlée parlé par plusieurs groupes d’Amérindiens qui vivaient dans la région de Bahia : les Kamakã, Mongoyó, Menién, Kotoxó et Masakará.  